# Effet
Pour les articles homonymes, voir Effet (homonymie).
 (décembre 2023).
Un effet est un élément qui résulte d'une cause. L'élément peut être de deux natures : matériel ou immatériel.
Pour les effets matériels, les exemples proviennent de la physique :
- réactions réversibles : par exemple, du transport de masse.
- réaction irréversibles : par exemple, la diffusion de la chaleur.

Pour les effets immatériels, les exemples sont de nature très différentes :
- Les effets indésirables, par exemple pour l'apparition de symptômes et autres conséquences non-désirés à la suite de la prise d'un médicament ;
- Les effets socio-économiques : le langage populaire parlera d'ailleurs plus (mais de manière impropre) d'impact, plutôt que d'effet ;
- Les effets spéciaux : fortement utilisés dans les films de science-fiction, ils sont de nature à biaiser une partie de la réalité dans le but d'impressionner.
- Les effets littéraires, qui renforcent ou guident l'impression ressentie par le lecteur.

À cheval entre ces deux catégories (matériel et immatériel), nous trouvons l'effet Doppler, qui est lié à la propagation d'une onde sonore, à la suite de mouvements moléculaires. Il s'agit par nature d'un effet matériel (issu de la physique), mais qui est un effet ressenti, donc immatériel, par l'oreille humaine.

## Étude
C'est dans la nature même de l'homme de comprendre les effets pour en connaître les causes. Ainsi, en influant sur les causes, il pourra agir sur les effets et obtenir un résultat attendu.

En physique comme en chimie, l'étude des effets est d'ailleurs un préalable à la compréhension des phénomènes :
- de l'étude d'Isaac Newton pour formuler la loi de la gravitation au XVIIe siècle ;
- aux essais nucléaires du XXe siècle pour comprendre la physique de l'énergie nucléaire ;
- en passant par Antoine Lavoisier au XVIIIe siècle, père de la chimie moderne ;
- ou encore par Henri Becquerel découvrant par accident la radioactivité.

Dans les processus industriels, l'analyse des effets est une source continue d'amélioration.

Des méthodes ont d'ailleurs été développées pour analyser les effets et les trier :
- AMDEC : Analyse des Modes de Défaillances, des Effets et de leurs Criticités,
- le diagramme d’Ishikawa : il permet de remonter aux causes d'un effet.

Cette étude des effets et des causes utilise chaque retour d'expérience (REX) pour enrichir les connaissances et éviter les déboires (panne, arrêt, accident).

## Effets divers
- Effet Bonaldi
- Effet bus
- Effet Johnson
- Effet Purkinje
- Effet spécial
- Effet Steinzor
- Effet Streisand

## En sciences économiques
- Effet accélérateur
- Effet Balassa-Samuelson (1964) : écarts de taux de change et niveau de vie.
- Effet cliquet
- Effet pervers
- Effet d'éviction
- Effet de démonstration (J. S. Duesenberry)
- Effet de levier
- Effet de mode (ou effet « bandwagon »)
- Effet de réseau (ou effet-club)
- Effet Matthieu
- Effet multiplicateur
- Effet Pigou (« effet d'encaisse réelle »)
- Effet superstar
- Effet Veblen (ou effet de snobisme)

## En sciences physiques
| - Effet Aharonov-Bohm - Effet Allais - Effet Anti-Stokes - Effet d'appariement - Effet Auger - Effet d'avalanche - Effet Back-Goudsmit - Effet Barus - Effet Bauschinger - Effet Bezold-Brucke - Effet Biefeld-Brown - Effet Bohr - Effet Brillouin - Effet Callier - Effet Casimir - Effet Čerenkov - Effet de champ - Effet Coanda - Effet Compton - Effet Coriolis - Effet Cotton-Mouton - Effet Dember - Effet Destriau - Effet Djanibekov - Effet Doppler-Fizeau - Effet Dufour - Effet Edison | - Effet Einstein - Effet Ettingshausen - Effet Evans - Effet Faraday - Effet ferroélectrique - Effet fontaine - Effet Fowler-Nordheim - Effet Gunn-Peterson - Effet Gurzhi - Effet Hall - Effet Hall quantique - Effet Hanle - Effet Hartman - Effet Hass - Effet Hopkinson - Effet Jahn-Teller - Effet Johnson - Effet Joule - Effet Josephson - Effet Kaye - Effet Kharash - Effet Kerr - Effet Kerr optique - Effet Klinkenberg - Effet Knoller-Betz - Effet Knudsen - Effet Kondo | - Effet Landau-Pomeranchuk-Migdal - Effet Larsen - Effet Leidenfrost - Effet Lense-Thirring - Effet Lorrain Smith - Effet magnéto-optique - Effet Magnus - Effet de masque - Effet de masse - Effet Maxwell-Wagner - Effet Meissner - Effet Miller - Effet Mössbauer - Effet Mpemba - Effet Nernst - Effet papillon - Effet de paroi - Effet Paschen-Back - Effet de peau - Effet Peltier - Effet photoélectrique - Effet photoréfractif - Effet photovoltaïque - Effet Pockels - Effet Pomeranchuk - Effet Poole-Frenkel - Effet Poynting-Robertson - Effet Primakoff - Effet pyroélectrique | - Effet Raman - Effet réseau - Effet Sagnac - Effet Schottky - Effet Seebeck - Effet de serre (gaz à) - Effet Scharnhorst - Effet Shapiro - Effet de sol - Effet Soret - Effet Stark - Effet stérique - Effet Suess - Effet Sunyaev-Zel'dovich - Effet Szilard - Effet thermoélectrique - Effet Thomson - Effet tranchée - Effet tunnel - Effet Tyndall - Effet Unruh - Effet Venturi - Effet Wallace - Effet Weissenberg - Effet Yarkovsky - Effet YORP - Effet Zeeman - Effet Zener |

## En psychologie
- Effet Barnum
- Effet Dumbo
- Effet Eliza
- Effet de halo
- Effet Koulechov
- Effet Dunning-Kruger
- Effet nocebo
- Effet placebo